# Tatera indica
Tatera indica és una espècie de mamífer rosegador de la família dels múrids. Viu a altituds d'entre 0 i 2.000 msnm a l'Afganistan, l'Índia, l'Iran, l'Iraq, Kuwait, el Nepal, el Pakistan, Sri Lanka, Síria i Turquia. Ocupa una gran varietat d'hàbitats secs i àrids, com ara boscos caducifolis, boscos amb matolls, herbassars, zones rocoses i deserts calorosos. És una espècie en risc mínim, és a dir, no sembla que hi hagi cap amenaça significativa per a la seva supervivència.